# Lucens
Pour les articles homonymes, voir Lucens (homonymie).
Lucens est une commune suisse du canton de Vaud, située dans le district de la Broye-Vully.

## Géographie

### Situation

Photo aérienne (1949).

La commune de Lucens se situe au nord-est du canton de Vaud. Le territoire communal est séparé en deux parties par la commune de Curtilles. La première est située autour du chef-lieu homonyme à 14 km au sud-ouest de Payerne et la seconde plus au sud, regroupant les anciennes communes de Brenles, Chesalles-sur-Moudon et Sarzens. Elle est principalement arrosée par la Broye.
La commune de Lucens s'étend sur 17,7 km2. Lors du relevé de 2013-2018, les surfaces d'habitations et d'infrastructures représentaient 11,9 % de sa superficie, les surfaces agricoles 59,1 %, les surfaces boisées 27,9 % et les surfaces improductives 1,1 %.

### Voies de communication et transports
La commune est traversée par la route principale 1 la reliant à Lausanne au sud et Berne au nord.

## Toponymie
Le toponyme Lucens semble dériver d'un nom d'origine burgonde. Il serait un dérivé du primitif Lausingos, « chez les Lausingi », lui-même dérivant d'un patronyme Lauso associé au radical laus, voulant dire « libre ».

## Histoire
Le village de Lucens est cité pour la première fois en 964-65 (in villa Losingus). Son nom est formé à l'origine d'un nom de personne germanique *Lobizo et du suffixe germanique -ingōs signifiant "chez les gens de, chez ceux du clan de". Ce type de formation est adopté dans l'espace galloroman à partir du VIe siècle.
Le film C'était hier évoque l'histoire ouvrière du village, prenant prétexte du passage du tour de Suisse à Lucens en 1937.
Accident de la centrale nucléaire expérimentale  en 1969 ne faisant aucun blessé.
Lors des référendums du 15 juin 2010, les communes de Lucens et Oulens-sur-Lucens valident une fusion pour former une nouvelle commune en juillet 2011.
Le 30 novembre 2014, les communes de Brenles, Chesalles-sur-Moudon, Cremin, Forel-sur-Lucens, Lucens et Sarzens décident de fusionner. Le tableau suivant présente les résultats du vote dans chaque commune :
| Commune              | oui | non | taux d'approbation |
| -------------------- | --- | --- | ------------------ |
| Brenles              | 59  | 19  | 75,6 %             |
| Chesalles-sur-Moudon | 51  | 22  | 69,9 %             |
| Cremin               | 21  | 10  | 67,7 %             |
| Forel-sur-Lucens     | 58  | 43  | 57,4 %             |
| Lucens               | 560 | 134 | 80,7 %             |
| Sarzens              | 34  | 14  | 70,8 %             |
| Total                | 783 | 199 | 79,7 %             |

La nouvelle commune, qui prend le nom de Lucens, est officiellement créée le 1er janvier 2017.

## Politique et administration
| Période          | Période  | Identité         | Étiquette | Qualité |
| ---------------- | -------- | ---------------- | --------- | ------- |
| 1er janvier 2017 | en cours | Patrick Gavillet |           |         |

## Population et société

### Gentilé
Les habitants de la commune se nomment les Lucensois (variation : Lucennois),.

### Démographie

#### Évolution de la population
Lucens compte 4 414 habitants au 31 décembre 2022 pour une densité de population de 249 hab/km2. Sur la période 2010-2019, sa population a augmenté de 26,9 % (canton : 12,9 % ; Suisse : 9,4 %).  

#### Pyramide des âges
En 2020, le taux de personnes de moins de 30 ans s'élève à 37,9 %, au-dessus de la valeur cantonale (35 %). Le taux de personnes de plus de 60 ans est quant à lui de 19,7 %, alors qu'il est de 21,9 % au niveau cantonal.
La même année, la commune compte 2 105 hommes pour 2 193 femmes, soit un taux de 49 % d'hommes, inférieur à celui du canton (49,1 %).
| Hommes | Classe d’âge | Femmes |
| ------ | ------------ | ------ |
| 0,4    | 90 ans ou +  | 1,3    |
| 5,4    | 75 à 89 ans  | 6,8    |
| 12,8   | 60 à 74 ans  | 12,7   |
| 23,1   | 45 à 59 ans  | 20,7   |
| 20,0   | 30 à 44 ans  | 20,9   |
| 18,9   | 15 à 29 ans  | 18,3   |
| 19,4   | - de 14 ans  | 19,2   |

| Hommes | Classe d’âge | Femmes |
| ------ | ------------ | ------ |
| 0,5    | 90 ans ou +  | 1,4    |
| 6,1    | 75 à 89 ans  | 8,2    |
| 13,3   | 60 à 74 ans  | 14,3   |
| 21,5   | 45 à 59 ans  | 21,2   |
| 22,0   | 30 à 44 ans  | 21,4   |
| 19,6   | 15 à 29 ans  | 18,0   |
| 16,9   | - de 14 ans  | 15,5   |

## Économie
La commune compte une usine de production de laine de verre isolante Isover, qui est la branche isolation du groupe Saint-Gobain. Il y a également à Lucens une usine du groupe Cremo qui ferma ses portes en 2023 et une usine de préparation d'aliments pour animaux de rente.
La commune compte également l'ancienne centrale nucléaire de Lucens. La construction du réacteur débute en 1962. C'était un réacteur à eau lourde refroidi par du dioxyde de carbone et installé dans une caverne de 25 mètres de haut et 20 mètres de diamètre. Il fournissait 30 MW de puissance thermique qui généraient 6 MW d'électricité. Ce projet de filière nucléaire suisse était porté par la Société nationale pour l'encouragement de la technique atomique industrielle (SNA) fondée en 1961.
Il était prévu de faire fonctionner le réacteur jusqu'à la fin de l'année 1969, mais le 21 janvier 1969, lors d'un démarrage, un problème de refroidissement entraîna une fusion partielle du cœur et une contamination radioactive massive de la caverne. Un rapport de 1979 conclut que la cause de l'accident est la corrosion due à l'humidité régnant dans la caverne.
L'accident est classé au niveau 4 sur les 7 que compte l'échelle Ines, et, en 2009, il était considéré comme l'un des dix les plus sérieux dans le domaine du nucléaire civil dans le monde. Ni le personnel, ni la population ne subirent d'irradiation car les mesures de radioactivité effectuées dans le voisinage ne prouvèrent pas de dépassement des niveaux naturels ; les analyses faites à l'hôpital de l'Île à Berne sur le personnel ne montrèrent aucune mise en danger, mais la caverne fut sévèrement contaminée.
La caverne est décontaminée et le réacteur démantelé au cours des années suivantes. En 1992, elle est partiellement comblée par du béton et les derniers déchets sont acheminés au centre d'entreposage temporaire de déchets nucléaires à faible radioactivité de Würenlingen en septembre 2003.
À partir d'octobre 1997, les locaux servent de réserve et de dépôt à divers musées et institutions culturelles du canton de Vaud.

## Culture et patrimoine

### Monuments

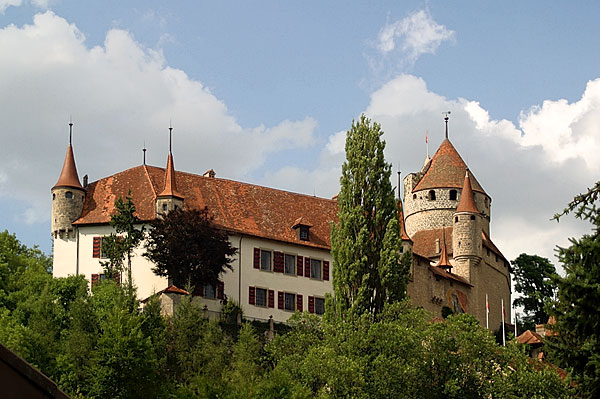
Le château de Lucens

Le château de Lucens sert de résidence aux évêques de Lausanne dès la fin du XIIIe siècle. L'évêque Guillaume de Menthonay y est assassiné en 1406, et son barbier, accusé du meurtre, supplicié dans la cour du château avec des tenailles ardentes.
Les campagnes menées par le duc de Bourgogne en 1475 et 1476 endommagent le château.
Durant la période bernoise qui commence en 1536 et se termine en 1798, le château sert pour les baillis qui sont également installés à Moudon. Il est vendu en 1801 à des privés.
L'ancienne chapelle Saint-Agnès est citée pour la première fois en 1365. Large nef à travée couverte d'une voûte d'ogives reposant sur des culots sculptés, chœur voûté de même et ajouré d'une baie à remplages. Vestiges de décors peints sur les murs et les voûtes, du milieu du XVe siècle (Pierre Maggenberg?) et 1588 (Andreas Stoss?).
École (1842) par les architectes lausannois Henri Perregaux et Achille de La Harpe.
Cure (1837) par l'architecte Henri Perregaux.

### Musée Sherlock Holmes

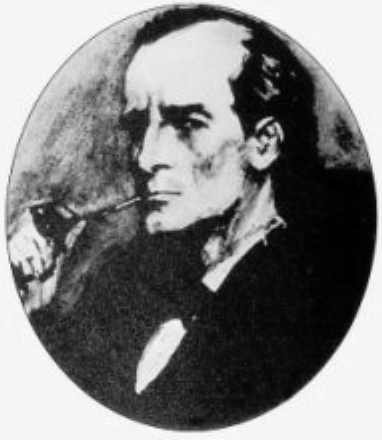
Sherlock Holmes.

Le fils de Sir Arthur Conan Doyle s'installe au château de Lucens en 1965 et y crée le musée Sherlock Holmes consacré à l'œuvre de son père. En 2001, ce musée est réaménagé dans la « Maison Rouge » de Lucens. Outre des livres et des objets relatifs à Sherlock Holmes, le célèbre détective créé par Conan Doyle, sont également exposés des meubles et affaires personnelles du grand écrivain britannique. Le salon de Sherlock Holmes et du Dr Watson est une reproduction exacte qui a été construite à la suite du Festival of Britain de 1951, d'après les descriptions minutieuses contenues dans les récits. L'ambiance de ce salon, qui contient des centaines d'objets authentiques, certains étranges et insolites, est rendue fidèlement. On y reconnaît également des objets, ayant appartenu à Conan Doyle, qui l'ont inspiré pour écrire les histoires de Sherlock Holmes.

### Héraldique
| Blason | Blasonnement : Tranché d’argent et de gueules au soleil d’or brochant. |